# 1998 XG80
1998 XG80 är en asteroid i huvudbältet som upptäcktes den 15 december 1998 av LINEAR i Socorro County, New Mexico.
Asteroiden har en diameter på ungefär 13 kilometer.